# コルネリス・ビルティウス
コルネリス・ビルティウス（Cornelis Biltius または Cornelius Biltius、洗礼日は1653年11月12日、1686年かそれ以降に死亡）はオランダ生まれの画家である。ドイツの各地で活動した。壁に吊るされた狩猟の獲物の鳥や猟の道具などを「トロンプ・ルイユ」のスタイルで描いた。

## 略歴
デンハーグで生まれた。父親のヤーコブ・ビルティウス(Jacob Biltius: 1633–1681)も静物画を得意とする画家であった。家族は1661年から1666年の間はアムステルダムに移り、1666年から1670年の間はマーストリヒトで生活した。1671年にアムステルダムに戻った後、1672年からアントウェルペンに移った。弟のバルトロメウス・ビルティウス(Bartholomeus Biltius: 1668-1687)も画家になった。
父親から絵を学び、1670年代にはボンやケルンなどのドイツで活動した。1680年から1686年の間はヴュルツブルクやニュルンベルクあるいはバンベルクで活動した。1680年から1686年の間はトリーア選帝侯の傅育官長（Oberhofmeister）のために働き、傅育官長から毎月報酬を得ていた。没年は知られていないがドイツで亡くなったと考えられている。
1672年から1686年の間、「C. bilcius」や「Cornelius bilcius」、「Corn bilcius」と署名された静物画を残した。ブリュールのアウグストゥスブルク城などの宮殿の装飾に持用いられた大きなサイズの作品もある。題材は狩猟の獲物や狩猟の道具や台所の食材で、父親のヤーコブ・ビルティウスから引き継いだ「トロンプ・ルイユ」のスタイルで描いた。

## 作品

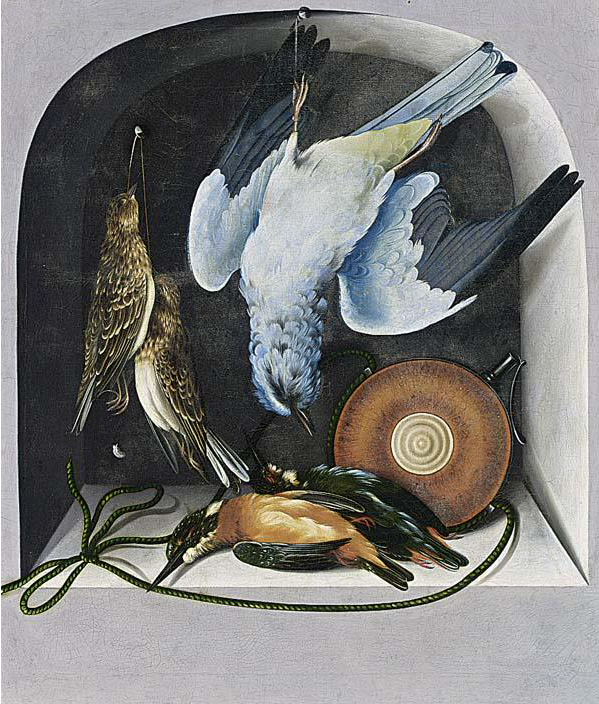
ニッチ(壁のくぼみ)の狩りの獲物 (c.1680)
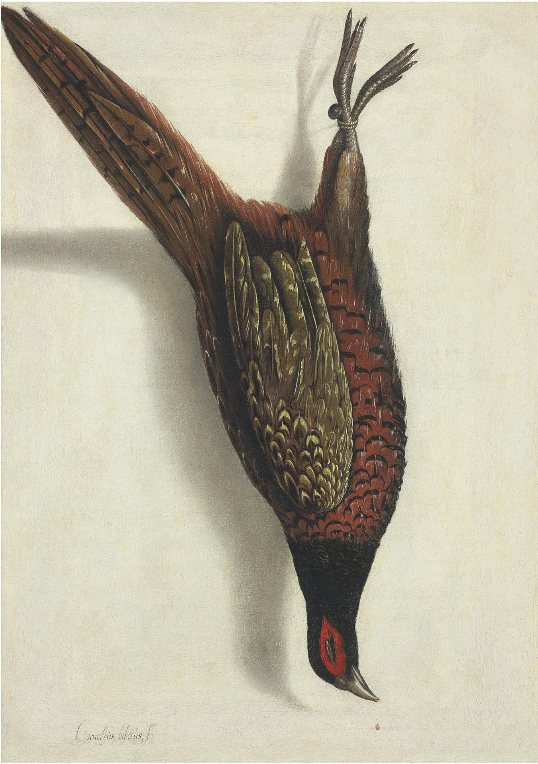
吊るされたキジ
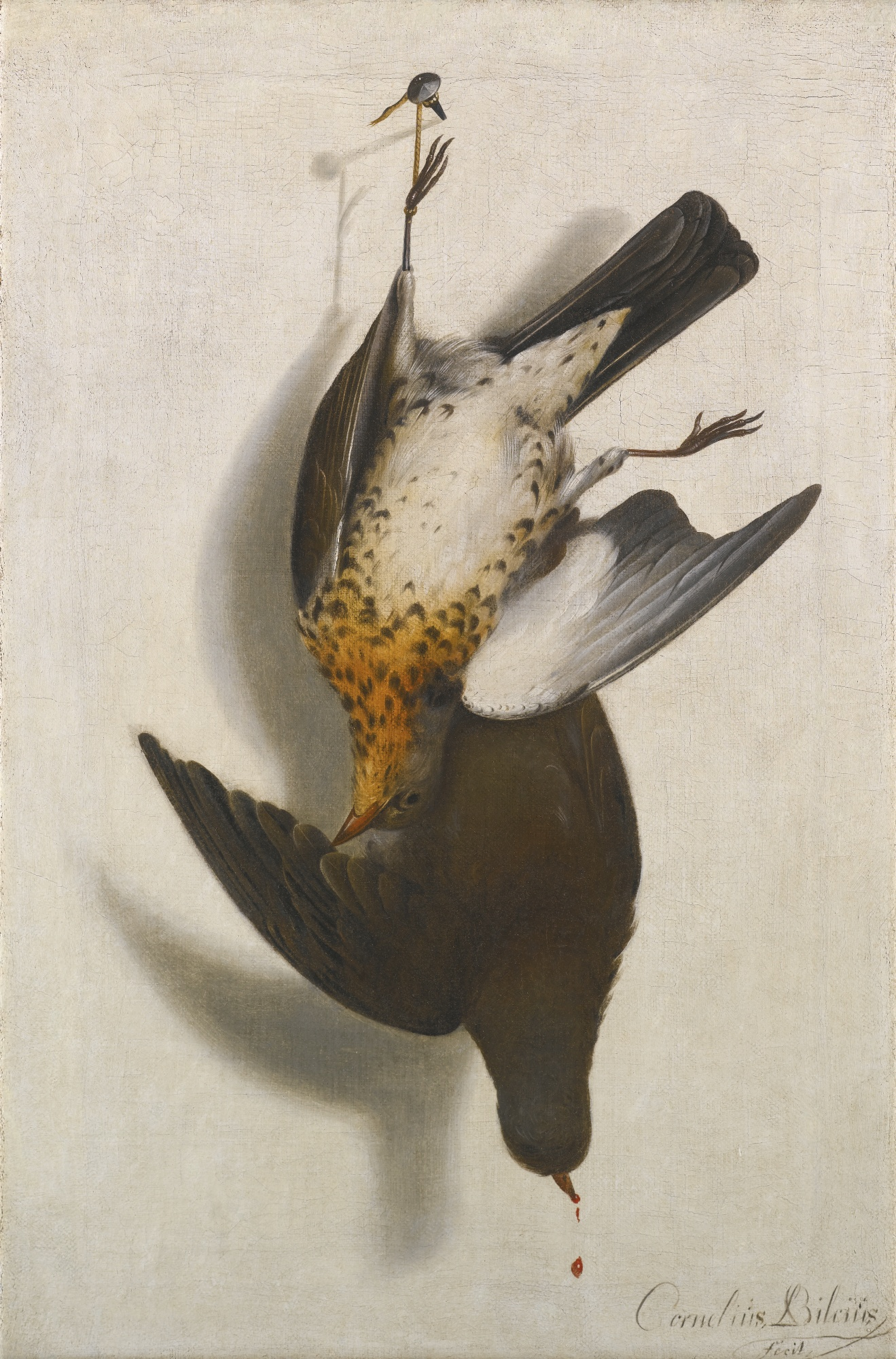
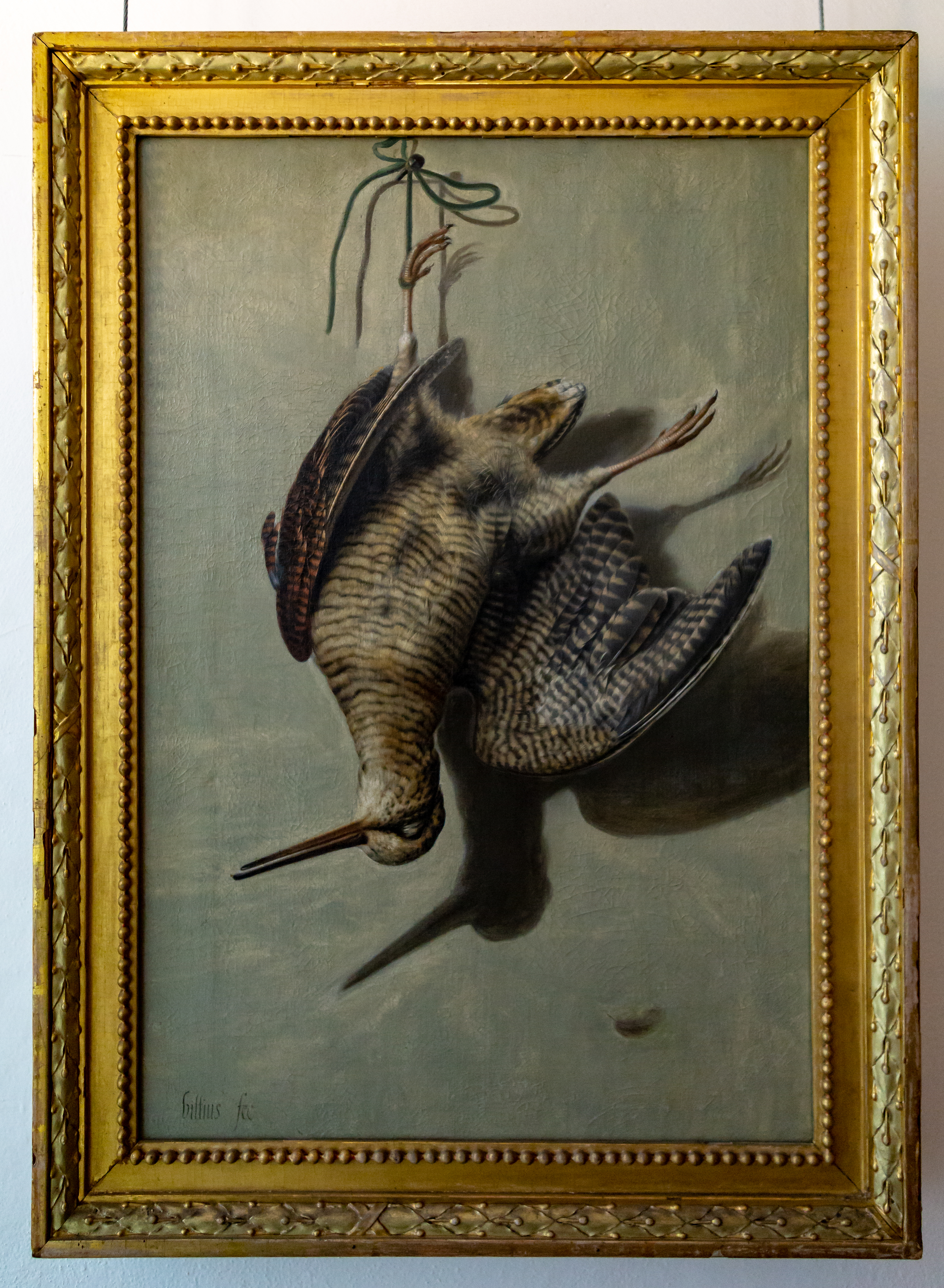

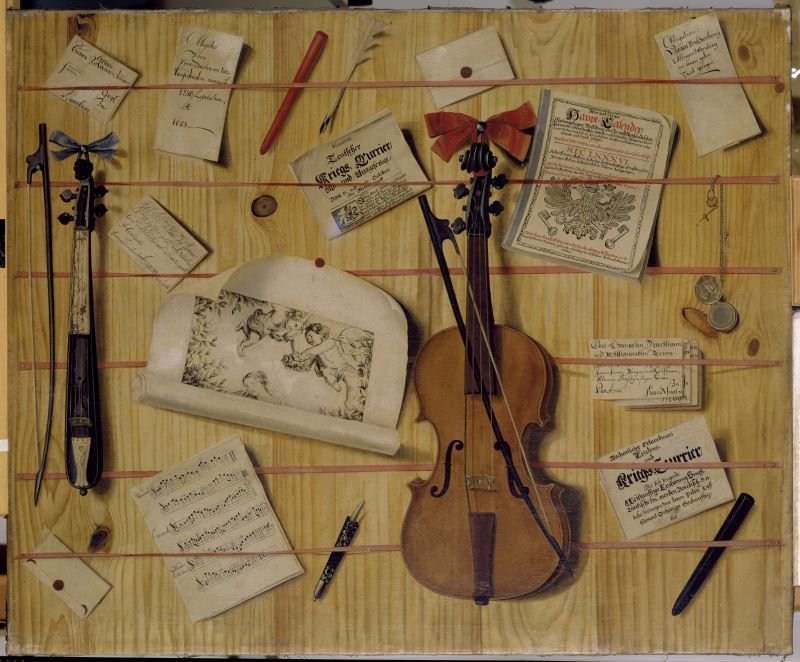
Quodlibet with violin and documents
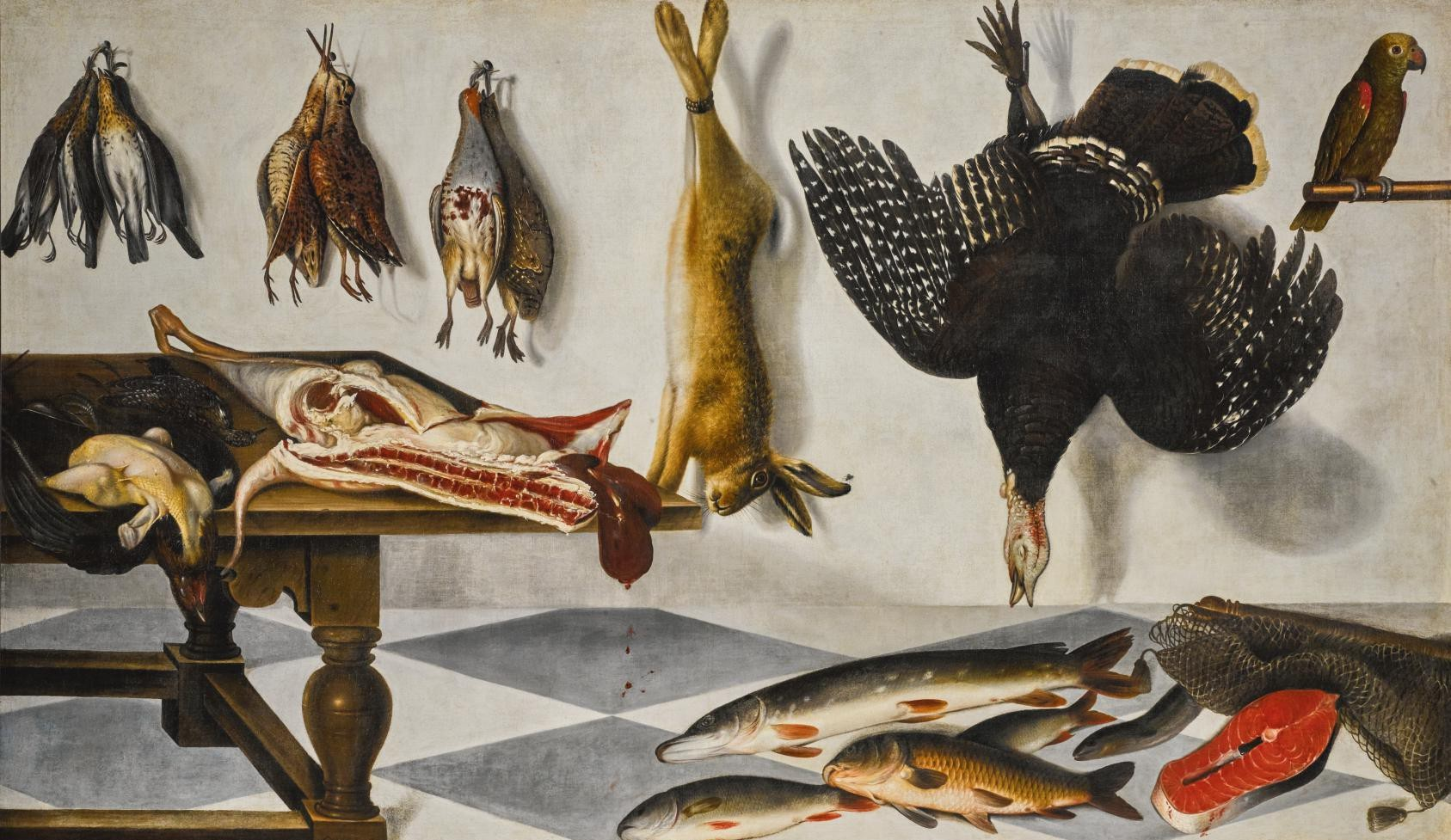
狩りの獲物